# 모시나비
모시나비(학명 : Parnassius stubbendorfii)는 호랑나비과의 한 종류이다. 백색의 반투명한 날개때문에 모시나비라고 부르며, 중앙아시아의 가우토니우스모시나비가 조상나비이다. 현호색과의 식물을 먹이식물로 삼는다.
모시나비는 우리나라 모든 지역에 퍼져 있는데, 중남부 지방에서는 5월 초순에 나타나서 6월 초순에 모습을 감추지만, 강원도 산악 지대나 북부 지방에서는 6월 중순에서 7월 초순까지도 볼 수 있다.